# 圣昂
圣昂（法語：Saint-Haon，法語發音：[sɛ̃.t‿ɑ̃]）是法国上卢瓦尔省的一个市镇，属于勒皮区。

## 地理
圣昂（44°50'46"N, 3°45'30"E）面积37.57 平方千米，位于法国奥弗涅-罗讷-阿尔卑斯大区上盧瓦爾省，该省份为法国中南部省份，北起多姆山省和卢瓦尔省，西接康塔爾省，南至洛泽尔省，东临阿尔代什省。
与圣昂接壤的市镇（或旧市镇、城区）包括：阿莱拉斯、勒布谢圣尼古拉、朗多斯、维德、罗雷、阿列河畔圣克里斯托夫、圣博内-拉瓦勒。

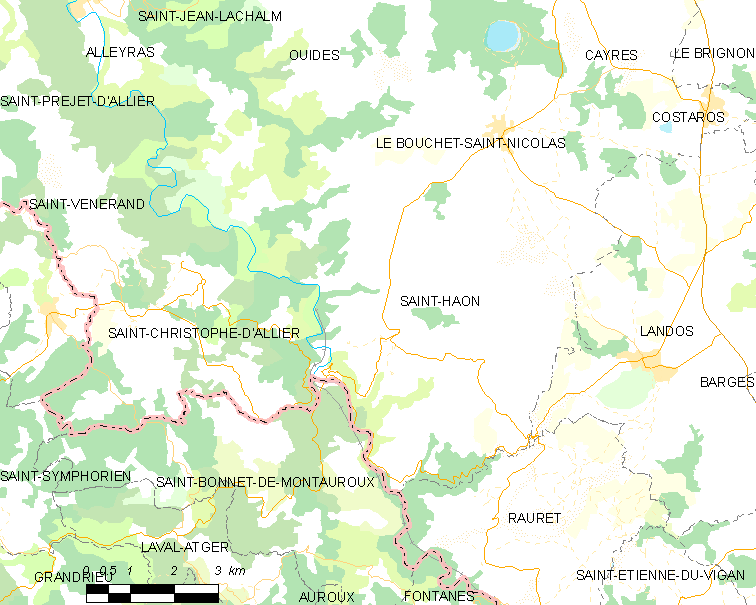
圣昂的OSM定位图

圣昂的时区为UTC+01:00、UTC+02:00（夏令时）。

## 行政
圣昂的邮政编码为43340，INSEE市镇编码为43192。

## 政治
圣昂所属的省级选区为火山沃莱县。

## 人口

1962-2008年间圣昂人口变化图示

圣昂于2022年1月1日时的人口数量为277人。